# THE EASY WALKERS
THE EASY WALKERS（ザ・イージー・ウォーカーズ）は、日本のロックバンド。
1987年12月結成。地元の大阪FANDANGOを中心にライブを行い、1992年6月25日インディーレーベルENGINEよりミニアルバム「Cock-a-doodle-doo」リリース後、 1994年1月21日にEASY WALKERS（イージー・ウォーカーズ）としてmeldacより「Les Enfants Terribles」でメジャーデビュー。4枚のアルバムをリリースするも再びインディーシーンへ。　　　　　　　　　　　
1999年10月、大幅なメンバーチェンジを行い、新生THE EASY WALKERS（ザ・イージー・ウォーカーズ）として活動再開。通称はイージー。

## メンバー
（2003年 ～　現在）
- 流賀"Ryu"良志彦　（りゅうが よしひこ、1967年12月12日 - ）ボーカル
- 五十嵐"Jimmy"正彦　（いがらし まさひこ、1962年1月14日 - ）ギター
- 中田"Fire"英一　（なかだ えいいち、1968年7月14日 - ）ベース

## サポートメンバー
- 内藤幸也　（ないとうこうや、1961年11月26日 - ）ギター

## 過去在籍のメンバー
- 大橋隆志　ギター
- KENJI ギター
- 大山"Senor-Jewelry-Gold"英寿　ギター
- 仲村"Asitaka-Jesse"　ギター
- 萩原"Shang"智幸  ドラムス

（1994年 - デビュー時）
- 流賀"Ryu"良志彦　ボーカル
- 山中"Joe"英樹　ギター
- 池田"ICHIZO"一蔵　ギター
- OKINAWA　ベース
- JAH-RAH　ドラムス

（1989年 - デビュー前）
- 流賀"Ryu"良志彦　ボーカル
- 山中"Joe"英樹　ギター
- 池田"ICHIZO"一蔵　ギター
- NOBUO　OKINAWA　ベース
- 樋口"Johnny"和也　ドラムス

## 概要・人物
流賀良志彦
- デビュー時から唯一のオリジナルメンバーでもあるボーカルの"Ryu"がアルバムやDVD、公式HPのイラストやアートワークを手掛ける。彼のイラスト等はバンドのHPや、市販されているイラストBOOKで観る事が出来る。
- インタビュー（ROCKIN'ON JAPAN VOL.87　1994年8月号）によれば、彼は中学から全寮制の僧侶になる為の山の上にある学校に、高校から入学する。「悪いことしたヤツが入れられてて。圧迫されているからパワーがちゃう方向に行きますよねぇ。ヘンなヤツも多かったし。上下関係がメチャクチャ厳しいし。おっかしなとこやけど、それが王道としてまかり通るっていう。俺から考えるとおかしいことが普通やったり・・・。」と当時を振り返る。　そこを1年で中退。その間、三回脱走してやっと最後辞めさせてもらえる。
- 中学時代、同級生が持っていた「ディスチャージ」のアルバムを聴き、衝撃を受けハードコアバンドを5年ほど続けるが、それから友人に聞かせて貰った「ローリング・ストーンズ」の「悪魔を憐れむ歌」に更に衝撃を受け　ハードコアバンドを即座に解散、現在のスタイルになる。
- 上記の事を踏まえたルーツミュージックを聞かれ、インタビュー（ROCKIN'ON JAPAN VOL.81　1994年2月号）では「俺が思ってるハードコアと一緒のもんを感じたんですよ。根っこの部分は一緒やなあ、と。で、ガーン！ときて、こんなやり方もあるんや、と思って。そっからブルース。オーティス、ロバート・ジョンソンとかはまって。でも一緒のもんを感じるんですよ、二つとも。というか、表裏一体のもんが好きなんですよ。むっちゃ暴力的なもんがむっちゃ綺麗やったりとか、そういう表裏一体のものが好きで、一個だけっちゅうのがイヤなんです。」と、語っている。

## ディスコグラフィ

### EASY WALKERS

#### シングル
- 老いた兵士 （1994年7月21日　meldac　MEDR-11020）
- はなざくろ （1995年1月21日　meldac　MEDR-11027）
- 真夏の夜の夢 （1995年6月21日　meldac　MEDR-11042）

#### アルバム・ミニアルバム
- Cock-a-doodle-doo （1992年6月25日　ENGINE）
- Les Enfants Terribles （1994年1月21日　meldac　MECR-30041）
- イグアナ★ピストル （1994年7月21日　meldac　MECR-30051）
- LOVE SNAKE PIE （1995年7月5日　meldac　MECR-30059）
- SOUL FOR SALE （1996年9月4日　meldac　MECR-30072） ベスト盤
- DRAGON HIGH （1997年10月6日　Indies House　EWID-7737）

#### オムニバスアルバム
- MOTH POET HOTEL～A TRIBUTE TO MOTT THE HOOPLE～ （1996年8月31日　コロムビアミュージックエンタテインメント　COCA-13627）

#### VHS
- 幻影劇~セ・ラファン/イグアナ★ピストル （1994年10月21日　meldac　MEVR-35001）
- はなざくろ （1995年1月21日　meldac　MEVR-10001）

### THE EASY WALKERS

#### アルバム・ミニアルバム
- 夜明けのラッパ吹き鳴らせ （2003年4月26日　UNIVERSAL JAPAN　ISCP-1012）
- gorilla★sexy （2004年12月25日　THE EASY WALKERS RECORDS　TEWR-0401）
- 愛の新世界 （2006年4月1日　THE EASY WALKERS RECORDS　TEWR-0602）
- ワイルドでデカダントなボヘミアン生活 （2012年12月12日　THE EASY WALKERS RECORDS　TEWR-1204）

#### オムニバスアルバム
- RESPECT THE STONES 2 （2007年9月5日　ジェネオン エンタテインメント　GNCL-1135）
- 果てしなきグラムロック歌謡の世界 （2011年8月3日　KING RECORDS　KICS-1685）

#### DVD
- LIVE DVD「快楽と冒険の日々。」 2003年11月15日
- LIVE DVD「ハウリン・ストリートのふらち者」 2009年5月5日
- official 海賊版 bootleg「地下街の檸檬たち」 2009年6月20日

### 流賀良志彦

#### イラストBOOK
- 「Yoshihiko Ryuga DRAWINGS sagittarius. explorer」（The world is lirical） 2009年12月25日